# Рхинтхон
Ринтон (Грчки: Ῥίνθων; око 323 – 285 пре нове ере) био је хеленистички драматичар.
Био је син грнчара, вероватно родом из Сиракузе, Велика Грчка. Касније се настанио у Таренту.
Измислио је хиларотрагоедију, (Ἱλαροτραγῳδία) бурлеску трагичних тема. Такве бурлеске су називане и phlyakes („будалаштине“), а њихови писци phlyakographoi. 
Аутор је тридесет и осам драма, од којих је сачувано само неколико наслова (Амфитрион, Херакле , Медеја, Орес) и стихова. 
Оскудни фрагменти његових драма прикупљени су у R. Kassel, C. Austin, Poetae Comici Graeci, vol. 1, pp. 260–70.